# Liste der Kulturdenkmale in Birenbach

Wappen von Birenbach

In der Liste der Kulturdenkmale in Birenbach werden unbeweglichen Bau- und Kunstdenkmale in Birenbach aufgelistet. Diese Liste ist noch unvollständig.

## Allgemein
- Bild: Zeigt ein ausgewähltes Bild aus Commons, „Weitere Bilder“ verweist auf die Bilder im Medienarchiv Wikimedia Commons.
- Bezeichnung: Nennt den Namen, die Bezeichnung oder die Art des Kulturdenkmals.
- Lage: Straßenname und Hausnummer oder Flurstücknummer des Kulturdenkmals, gegebenenfalls auch den Ortsteil. Die Grundsortierung der Liste erfolgt nach dieser Adresse. Der Link (Karte) führt zu verschiedenen Kartendiensten mit der Position des Kulturdenkmals. Fehlt dieser Link, wurden die Koordinaten noch nicht eingetragen. Sind diese bekannt, können sie über ein Tool mit einer Kartenansicht einfach nachgetragen werden. In dieser Kartenansicht sind Kulturdenkmale ohne Koordinaten mit einem roten bzw. orangen Marker dargestellt und können durch Verschieben auf die richtige Position in der Karte mit Koordinaten versehen werden. Kulturdenkmale ohne Bild sind an einem blauen bzw. roten Marker erkennbar.
- Datierung: Baubeginn, Fertigstellung, Datum der Erstnennung oder grobe zeitliche Einordnung entsprechend des Eintrags in der zuständigen Denkmaldatenbank (Landesamt für Denkmalpflege Baden-Württemberg).
- Beschreibung: Kurzcharakteristik des Kulturdenkmals.

## Liste
| Bild           | Bezeichnung                                 | Lage                                | Datierung | Beschreibung | ID |
| -------------- | ------------------------------------------- | ----------------------------------- | --------- | --- | -- |
| Weitere Bilder | Katholische Wallfahrtskirche und Mesnerhaus | Kirchstraße 8, Marienweg 13 (Karte) | 1690–1698 | Die Katholische Wallfahrtskirche und das Mesnerhaus befinden sich östlich des historischen Kerns der Gemeinde Birenbach. Geschützt nach §§ 2, 28 DSchG |    |
|                | Bahnhof Birenbach                           | Lorcher Str. 34 (Karte)             | 1910      | Dieser teils ein-, teils zweigeschossige Putzbau hat ein Walmdach. Auffällige Merkmale sind seine asymmetrische Bauweise und die Bogenstellungen vor der Wartehalle. Als dieses Bahnhofsgebäude gebaut wurde, war es Teil der Bahnstrecke zwischen Göppingen und Schwäbisch Gmünd. Nach Renovierungsarbeiten 1987–1988 beherbergt das sogenannte Bahnhöfle einen Musikübungsraum und eine Wohnung. |    |